# Gúdar-Javalambre
Gúdar-Javalambre – comarca w Hiszpanii, w Aragonii, w prowincji Teruel. Comarca ma powierzchnię 2351,6 km². Mieszka w niej 8692 obywateli. Stolicą comarki jest Mora de Rubielos.
Comarca położona jest na południowym krańcu Aragonii, graniczących z Walencją. Teren jest górzysty ze szczytami gór Iberyjskich wznoszącymi się nad miastami. Pasma górskie Sierra de Gúdar i Sierra de Javalambre są dominującym elementem krajobrazu, od nich pochodzi nazwa comarki. Szczyty są pokryte śniegiem w zimie, znajduje się tutaj również ośrodek narciarski.

## Gminy
- Abejuela – liczba ludności: 68
- Albentosa – 334
- Alcalá de la Selva – 510
- Arcos de las Salinas – 123
- Cabra de Mora – 122
- Camarena de la Sierra – 167
- El Castellar – 76
- Formiche Alto – 190
- Fuentes de Rubielos – 124
- Gúdar – 101
- Linares de Mora – 309
- Manzanera – 543
- Mora de Rubielos – 1615
- Mosqueruela – 686
- Nogueruelas – 273
- Olba – 227
- La Puebla de Valverde – 544
- Puertomingalvo – 252
- Rubielos de Mora – 752
- San Agustín – 165
- Sarrión – 1085
- Torrijas – 70
- Valbona – 215
- Valdelinares – 123